# Temperature and Winds for InSight
Temperature and Winds for InSight (TWINS, en español «Temperatura y Vientos para InSight») es un conjunto de instrumentos meteorológicos que se encuentran a bordo del módulo de aterrizaje InSight, que aterrizó en Marte el 26 de noviembre de 2018. TWINS proporcionará mediciones continuas de la temperatura del viento y del aire para ayudar a comprender los datos sísmicos del instrumento Seismic Experiment for Interior Structure (SEIS). Los instrumentos fueron desarrollados por el Centro de Astrobiología de Madrid (España).

## Descripción
TWINS se basa en el legado de la estación meteorológica REMS (Rover Environmental Monitoring Station), a bordo del róver Curiosity, y ofrece mejores prestaciones en términos de rango dinámico y resolución. TWINS proporcionará mediciones continuas de la temperatura del viento y del aire para ayudar a comprender los datos sísmicos del instrumento SEIS. El investigador principal de este instrumento es José Antonio Rodríguez Manfredi.
Aunque el objetivo científico principal de la misión InSight es sondear la estructura interna de Marte, la ciencia atmosférica sigue siendo un objetivo científico clave. InSight proporcionará un registro continuo y con mayor frecuencia de la presión, la temperatura del aire y los vientos en la superficie de Marte que las anteriores misiones in situ.
Los sensores incluyen termómetros y un anemómetro para medir la velocidad y dirección del viento dos veces por segundo. Otros sensores adicionales son el magnetómetro InSight FluxGate (IFG) proporcionado por la Universidad de California en Los Ángeles (UCLA) para medir la dirección y magnitud de campos magnéticos (como los generados por la ionosfera de Marte); y un sensor de presión de alta sensibilidad (barómetro) del Laboratorio de Propulsión a Reacción (JPL).
Los datos del viento, la temperatura, la presión y el campo magnético marcianos se usarán para entender el comportamiento del viento local en el sitio de aterrizaje e interpretar así los datos proporcionados por el SEIS. Al mismo tiempo, el módulo de aterrizaje usará sus cámaras para documentar los cirros que se desarrollan en lo alto de la Elysium Planitia, cualquier caso de niebla que aparezca a lo largo del suelo, así como los diablos de polvo. Con estos datos, los científicos podrán obtener información aun mayor sobre el tiempo y el clima de Marte, complementando lo que fue recopilado por misiones anteriores y lo que se está recopilando actualmente por el róver Curiosity a unos 600 km al sur.

## Componentes
Los componentes de la «estación meteorológica» son:
1. TWINS: Sensor de datos de temperatura y de viento desarrollado por el Centro de Astrobiología (CAB), Madrid, España.
2. IFG: Magnetómetro InSight FluxGate, desarrollado por la Universidad de California en Los Ángeles (UCLA) de EE. UU.
3. PS: Sensor de presión desarrollado por la empresa TAVIS en EE. UU.
4. PAE: Controlador electrónico que maneja los sensores TWINS, PS e IFG desarrollados por JPL.